# Ophtalmibidion auba
Ophtalmibidion auba là một loài bọ cánh cứng trong họ Cerambycidae.